# José Celestino Arguedas
José Celestino Arguedas fue un médico y político peruano. 
Fue elegido diputado suplente por la provincia de Calca entre 1876 y 1879 durante el gobierno de Mariano Ignacio Prado y reelecto en 1879 durante el gobierno de Nicolás de Piérola y la guerra con Chile.
Durante la guerra, a pesar de su condición de parlamentario, Arguedas prestó servicios sanitarios como médico durante la campaña de Tacna y Tarapacá como parte de la Segunda Ambulancia conformada, además por los médicos Juan E Olivera y Carlos Basadre además de los estudiantes José Víctor Palza, Adolfo Chacaltana y Manuel Antonio Muñiz.